# Conquer
 (août 2022).
Albums de Soulfly
Dark Ages
(2005) Omen
(2010)
Conquer est le sixième album du groupe de metal Soulfly sorti en 2008.

## Liste des titres
1. Blood Fire War Hate – 4:59
2. Unleash – 5:10
3. Paranoia – 5:31
4. Warmageddon – 5:22
5. Enemy Ghost – 3:02
6. Rough – 3:27
7. Fall of the Sycophants – 5:09
8. Doom – 4:58
9. For Those About to Rot – 6:47
10. Touching the Void – 7:25
11. Soulfly VI – 5:20